# Ravnace
Ravnace – wieś w Słowenii, w gminie Metlika. W 2018 roku liczyła 41 mieszkańców.